# Serie A 1959-1960 (pallacanestro femminile)
Il campionato di pallacanestro femminile 1959-1960 è stato il ventinovesimo organizzato in Italia.
Le 10 squadre di Serie A giocano in un girone all'italiana con partite d'andata e ritorno. La prima classificata vince lo scudetto; non ci sono retrocessioni per la riforma del campionato. L'Udinese vince il suo secondo scudetto consecutivo, staccando di tre punti la Stock Trieste e di sei la Standa Milano. Le friulane possono anche prendere parte alla Coppa dei Campioni.

## Classifica
|  |     | Classifica finale 1959-1960 | Pt | G  | V  | P  | PtF | PtS |
|  | --- | --------------------------- | -- | -- | -- | -- | --- | --- |
|  | 1.  | A.P. Udinese                | 35 | 18 | 17 | 1  | 977 | 572 |
|  | 2.  | Stock Trieste               | 32 | 18 | 14 | 4  | 814 | 703 |
|  | 3.  | Standa Milano               | 29 | 18 | 11 | 7  | 942 | 871 |
|  | 4.  | Ozo Milano                  | 28 | 18 | 10 | 8  | 736 | 793 |
|  | 5.  | Fiat Torino                 | 27 | 18 | 9  | 9  | 729 | 701 |
|  | 6.  | Omsa Faenza                 | 27 | 18 | 9  | 9  | 564 | 704 |
|  | 7.  | Fontana Bologna             | 26 | 18 | 8  | 10 | 650 | 687 |
|  | 8.  | Talmone Torino              | 26 | 18 | 8  | 10 | 774 | 806 |
|  | 9.  | Cestistica Montecatini (-1) | 21 | 18 | 4  | 14 | 601 | 709 |
|  | 10. | Lubiam Mantova              | 18 | 18 | 0  | 18 | 528 | 769 |

### Verdetti
- A.P. Udinese campione d'Italia 1959-1960 (Licia Bradamante, De Santis, Marisa Geroni, Lunazzi, Nidia Pausich, Penso, Nicoletta Persi, Rattin, Franca Vendrame, S. Vendrame).